# Јанг Хао (скакач у воду)
Јанг Хао (кин: 杨昊; пин: Yang Hao; 3. фебруар 1998) кинески је скакач у воду и први светски првак у скоковима у воду у дисциплини даска 3 метра синхронизовано микс (на СП 2015. у Казању у пару са Ванг Хан). Његова специјалност су појединачни и синхронизовани скокови са даске са висине од 3 метра.
У репрезентацији Кине дебитовао је на омладинским олимпијским играма у Нанђингу 2014. где је освојио две златне медаље у скоковима са даске са 3 метра и са торња.
На светском првенству 2017. у Будимпешти освојио је златну медаљу у синхронизованим скоковима са торња у пару са Чен Ајсен.